# Список осіб, позбавлених звання Героя Радянського Союзу
Список осіб, позбавлених звання Героя Радянського Союзу складається з чотирьох розділів.
У першому розділі в алфавітному порядку перераховано всіх осіб (усього їх 72), яких було представлено й на законних підставах (за здійснення подвигів й інші видатні заслуги) нагороджено званням Героя Радянського Союзу, але потім, через різні причини (головно — через вчинені злочини), було позбавлено звання.
У другому розділі наведено інформацію про осіб (13 людей), яких було представлено до присвоєння та нагороджено званням Героя Радянського Союзу незаконно (безпідставно) й Указ про присвоєння звання яким було скасовано через його необґрунтованість.
У третьому розділі перераховано осіб (усього таких 60), спочатку позбавлених, але згодом відновлених у званні Героя Радянського Союзу.
Четвертий розділ містить інформацію про осіб (2 людей), Укази про нагородження яких було скасовано, але згодом їх було відновлено у званні.
Список містить інформацію про прізвище, ім'я, ім'я по батькові, дати Указів, роки життя та причини позбавлення звання. Сірим кольором в таблицях виділено розстріляних.

## Список осіб, позбавлених звання Героя Радянського Союзу
| № з/п | Прізвище, ім'я по батькові                                     | Дати життя              | Дата Указу (присв.) | Дата Указу (позб.) | Причини |
| ----- | -------------------------------------------------------------- | ----------------------- | ------------------- | ------------------ | --- |
| 1     | Александров Віктор Васильович                                  | 1924-7.06.1978          | 24 березня 1945     | 5 березня 1955     | Причину позбавлення звання не встановлено. |
| 2     | Анікович Василь Трохимович                                     | 05.01.1923-18.04.1993   | 6 квітня 1945       | 3 березня 1959     | У серпні 1949 року засуджений за статею 214 КК БССР (умисне вбивство) на 6 років позбавлення волі. |
| 3     | Антілевський Броніслав Романович                               | 07.1916-29.11.1946      | 7 квітня 1940       | 12 липня 1950      | Добровільно долучився до РВА, брав участь у її діяльності. 25 липня 1946 року Воєнним трибуналом Московського воєнного округу на основі ст. 58-1 п. «а» КК РРФСР (зрада Батьківщини) засуджений до найвищої міри покарання. Розстріляний. |
| 4     | Антонов Георгій Семенович                                      | 05.03.1916-?            | 24 березня 1945     | 3 червня 1950      | 26 травня 1949 року разом із дружиною втік із району своєї дислокації до американського сектору Відня (Австрія). Засуджений заочно 7 вересня 1949 року за зраду Батьківщини до 25 років позбавлення волі. |
| 5     | Арсеньєв Микола Іванович                                       | 02.11.1922-22.10.1975   | 19 березня 1944     | 24 листопада 1962  | 31 липня 1962 року засуджений Воєнною колегією Верховного суду СРСР за ст. 91 ч. 3 (розтрата), ст. 151 ч. 1 (отримання незаконної винагороди від громадян) і ст. 249 п. «а» (зловживання владою) КК БРСР на 8 років позбавлення волі з конфіскацією майна. |
| 6     | Артамонов Микола Фролович                                      | 23.09.1923-8.02.1977    | 13 вересня 1944     | 30 жовтня 1950     | 30 грудня 1949 року засуджений Московським обласним судом за скоєння злочину (зґвалтування) на 19 років позбавлення волі. До цього часу вже мав дві судимості (у 1947 та 1948 році). |
| 7     | Банних Володимир (Всеволод) Андрійович                         | 1905-11.03.1962         | 22 лютого 1944      | 17 серпня 1951     | 17 квітня 1948 року засуджений народним судом 2-ї дільниці Сисертського району Свердловської області за ст. 1 ч. 2 Указу Президії Верховної ради СРСР від 7 квітня 1947 року «Про посилення охорони особистої власності громадян» за крадіжку на 6 років позбавлення волі. |
| 8     | Бикасов Андрій Іванович                                        | \|19.12.1923-21.04.1997 | 10 січня 1944       | 18 січня 1952      | 6 липня 1951 року народним судом 5-го ділянки міста Бійська засуджений за ст. 136 п. А КК РРФСР (вбивство з ревнощів) на 7 років позбавлення волі. |
| 9     | Бичков Семен Трохимович                                        | 15.05.1918-4.11.1946    | 2 вересня 1943      | 21 березня 1947    | Добровільно вступив і брав участь в діяльності РВА. 24 серпня 1946 року Військовим трибуналом Московського військового округу на підставі ст. 58-1 «б» КК РРФСР (зрада Батьківщини) засуджений до вищої міри покарання. Розстріляний. |
| 10    | Ванін Василь Павлович                                          | 1912-?                  | 10 січня 1944       | 4 липня 1949       | Здійснив крадіжку зброї у співробітника міліції, декілька пограбувань перехожих, зґвалтування. 9 березня 1948 року народним судом 1-ї дільниці Сталінського району міста Сталінграда за сукупністю статей засуджено до 10 років позбавлення волі. |
| 11    | Варенцов Сергій Сергійович                                     | 02.09.1901-01.03.1971   | 29 травня 1945      | 12 березня 1963    | За справою Олега Пеньковського, без обвинувального висновку та судового рішення, з формулюванням «…за притуплення політичної пильності та негідні вчинки…». |
| 12    | Воробйов Микола Андрійович                                     | 20.05.1916-01.05.1956   | 14 червня 1942      | 13 липня 1954      | 30 жовтня 1952 року військовим трибуналом Чорноморського флоту засуджений на підставі ч.2 Указу Президії Верховної Ради Союзу РСР від 4 січня 1949 року «Про посилення кримінальної відповідальності за зґвалтування» на 6 років позбавлення волі. |
| 13    | Гітман Лев Олександрович (Абрамович)                           | 25.03.1922-01.03.1979   | 1 листопада 1943    | 5 вересня 1960     | У 1958 році був звинувачений в розкраданні державної власності — обрізків листового металу на суму 86 крб. 70 коп. За вироком Дніпропетровського обласного суду від 21 квітня 1959 року засуджений за ст. 97 КК УРСР до 10 років виправно-трудових таборів. |
| 14    | Гладилін Віктор Петрович                                       | 29.08.1921-27.05.1967   | 17 жовтня 1943      | 16 червня 1962     | 6 червня 1961 року Курським міським судом засуджений за ст.103 КК РРФСР (навмисне вбивство без обтяжуючих обставин) на 10 років позбавлення волі. |
| 15    | Голубицький Федір Антонович                                    | 1919-?                  | 22 лютого 1944      | 21 червня 1961     | Був тричі засуджений до позбавлення волі за скоєння тяжких злочинів (у 1950 р. на 7 років, у 1953 р. — на 15 років, у 1960 р. — 6 років). |
| 16    | Григін Василь Пилипович                                        | 12.05.1921-1991         | 24 березня 1945     | 17 лютого 1964     | Здійснив ряд кримінальних злочинів (загалом десять судимостей, серед них — злісні хуліганства, крадіжка, навмисне заподіяння важких тілесних ушкоджень). Звання Героя був позбавлений лише після шостої судимості. |
| 17    | Гричук Василь Павлович                                         | 1915-?                  | 20 грудня 1943      | 23 жовтня 1947     | Здійснив важкий кримінальний злочин (насильство та вбивство двох цивільних осіб у 1947 році). Засуджений військовим трибуналом до позбавлення волі. |
| 18    | Добробабін (Добробаба) Іван Євстафович                         | 21.06.1913-19.12.1996   | 21 липня 1942       | 11 лютого 1949     | Потрапив у полон та добровільно вступив на службу до поліції. З червня 1943 року обіймав посаду начальника сільської поліції. 9 червня 1948 року військовим трибуналом Київського військового округу засуджено за ст.54-1б КК Української РСР (зрада Батьківщині) на 15 років позбавлення волі. |
| 19    | Дунаєв Іван Якович                                             | 25.12.1905-08.02.1975   | 24 березня 1945     | 4 березня 1958     | Здійснив кримінальний злочин (завдання тяжких тілесних ушкоджень двом громадянам). Засуджений до 10 років позбавлення волі. |
| 20    | Золін Петро Петрович                                           | 23.05.1922-18.08.1984   | 29 червня 1945      | 25 листопада 1948  | 16 серпня 1945 року Військовим трибуналом 13-ї повітряної армії засуджений за вбивство з хуліганських спонукань піонервожатої на 8 років позбавлення волі. |
| 21    | Іванов Валентин Прокопович                                     | 15.08.1911-15.12.1993   | 17 жовтня 1943      | 11 жовтня 1963     | Вчинив тяжкий кримінальний злочин (вбивство). Засуджений. |
| 22    | Іванов Сергій Сергійович                                       | 01.09.1921-28.09.1961   | 1 липня 1944        | 2 липня 1952       | 18 червня 1951 року засуджений Вишнєволоцьким міським судом до 10 років позбавлення волі (за пограбування магазину у складі групи осіб) |
| 23    | Івашкін Павло Олексійович                                      | 1924-?                  | 26 жовтня 1943      | 7 лютого 1951      | Здійснив розбійний напад, потім влаштував бешкет. 7 лютого 1948 року Орловським обласним судом засуджений за сукупністю статей на 15 років позбавлення волі. |
| 24    | Ігнатьєв Імпануїл Никифорович                                  | 1923-20.03.1983         | 20 грудня 1943      | 28 грудня 1953     | Вчинив кримінальний злочин (пограбував магазин і вбив сторожа). 29 жовтня 1949 року засуджений до 15 років позбавлення волі. |
| 25    | Казаков Микола Васильович                                      | 1924-?                  | 21 липня 1944       | 10 жовтня 1947     | Причина позбавлення звання не встановлена. |
| 26    | Килюшек Іван Сергійович                                        | 19.12.1923-20.04.2011   | 22 липня 1944       | 6 вересня 1972     | 14 березня 1945 року був заарештований. Звинувачений у контрреволюційній діяльності, участі у розстрілі сім'ї партизана, вербуванні молоді до Української повстанської армії. 29 вересня 1945 року Військовим трибуналом 13-ї армії засуджений до 10 років позбавлення волі з поразкою в правах терміном на 5 років і конфіскацією майна. |
| 27    | Коньков Василь Андрійович                                      | 1915-?                  | 24 березня 1945     | 26 квітня 1949     | Працюючи співробітником міліції, у стані алкогольного сп'яніння, разом із товаришами по службі організував незаконну перевірку пасажирів електропоїзда, відбирав у них гроші. 21 січня 1948 року Військовим трибуналом військ МВС Московської області засуджений за ст. 193-17 КК РРФСР (зловживання владою) та за Указом Президії Верховної Ради СРСР від 4 червня 1947 року «Про посилення охорони особистої власності громадян» за сукупністю до 15 років позбавлення волі. |
| 28    | Коровін Іван Євдокимович                                       | 1903-12.07.1969         | 21 березня 1940     | 26 листопада 1949  | Указом Президії Верховної Ради СРСР від 26 листопада 1949 року за зраду Батьківщині під час перебування в полоні Коровін був позбавлений всіх звань та нагород |
| 29    | Кузнєцов Петро Юхимович                                        | 15.02.1917-24.08.1976   | 10 січня 1944       | 5 липня 1951       | У 1947 році засуджений за ст. 138-а КК Української РСР (навмисне вбивство) до 10 років позбавлення волі. |
| 30    | Кукушкін Микола Іванович                                       | 03.06.1923-06.03.1967   | 27 червня 1945      | 4 листопада 1948   | 9 березня 1948 року Військовим трибуналом 2-ї повітряної армії засуджений за ч. 2 ст. 136 КК РРФСР (навмисне вбивство) до 25 років позбавлення волі |
| 31    | Кулак Олексій Сидорович                                        | 27.03.1922-25.08.1984   | 15 травня 1946      | 17 серпня 1990     | Служив у Першому головному управлінні КДБ СРСР (зовнішня розвідка). Після смерті стало відомо, що співпрацював з Федеральним бюро розслідувань (ФБР) США. |
| 32    | Кульба Микола Федорович (Пилипович)                            | 1922-?                  | 20 грудня 1943      | 1 липня 1959       | У 1947 році засуджений за ст. 162 (крадіжка) та ст. 74 (хуліганство) КК РРФСР до п'яти років позбавлення волі. 31 травня 1955 року Томським обласним судом засуджений за ст. 74 ч. 1 КК РРФСР (хуліганство) та ст. 4.1 Указу Верховного Судна СРСР від 4 січня 1949 р. «Про посилення кримінальної відповідальності за зґвалтування» на 10 років позбавлення волі. |
| 33    | Куций Петро Антонович                                          | 1922-?                  | 29 жовтня 1943      | 30 січня 1954      | На початку війни залишився на окупованій території і служив у німецькій поліції, брав участь у військових злочинах. |
| 34    | Лев Юхим Борисович                                             | 23.10.1906-02.05.1982   | 24 березня 1945     | 22 листопада 1961  | У жовтні 1960 року засуджений за статтею 119 КК РРФСР (статеві зносини з особою, яка не досягла статевої зрілості) до 8 років позбавлення волі. |
| 35    | Лелякін Михайло Якович                                         | 1918-?                  | 26 жовтня 1943      | 7 липня 1949       | 17 вересня 1945 року військовим трибуналом Будапештського гарнізону засуджений за ст. 167 ч. 3 КК РРФСР (озброєний розбій) до 10 років позбавлення волі. |
| 36    | Литвиненко Микола Володимирович                                | 1924-?                  | 23 вересня 1944     | 14 жовтня 1947     | У червні 1946 року стали відомі факти співпраці з німцями у 1941—1943 роках. У серпні 1946 року заарештований. Засуджений 11 жовтня 1946 року до 10 років позбавлення волі |
| 37    | Логінов Олександр Миколайович                                  | 25.07.1923-28.12.2006   | 24 березня 1945     | 17 грудня 1951     | 25 січня 1950 року Дніпропетровським обласним судом засуджений за Указом Президії Верховної Ради СРСР від 4 червня 1947 р. «Про кримінальну відповідальність за розкрадання державного та громадського майна» до 15 років позбавлення волі. |
| 38    | Локтіонов (Лактіонов) Микола Іванович                          | 1926-?                  | 27 червня 1945      | 11 лютого 1949     | 17 грудня 1946 року засуджений військовим трибуналом за ст. 167 ч.3 (озброєний розбій), ст. 193-7в (самовільна відлучка), ст. 153 ч.2 (зґвалтування) та ст. 182 ч.1 (незаконне зберігання зброї) КК РРФСР та засуджений до 6 років позбавлення волі. |
| 39    | Лунін Борис Миколайович                                        | 22.06.1918-1994         | 1 січня 1944        | 26 листопада 1957  | Здійснив кримінальні злочини, будучи командиром партизанської бригади (зловживав службовим становищем та через особисту зацікавленість незаконно скоїв вбивства). 22 липня 1957 року Військовим трибуналом Білоруського військового округу засуджений до 7 років позбавлення волі. |
| 40    | Линник Василь Антонович                                        | 29.12.1918-1993         | 24 березня 1945     | 22 липня 1975      | Вчинив кримінальний злочин (розкрадання державного майна в особливо великих розмірах). Засуджений до 15 років позбавлення волі. |
| 41    | Магдик Микола Миколайович                                      | 09.05.1907-13.09.1941   | 21 березня 1940     | 20 травня 1941     | 19 лютого 1941 року судом Ленінградського військового округу засуджений за ст. 74 ч. 2 (злісне хуліганство), ст. 113 (дискредитування влади) та ст. 193-10 (неявка вчасно на військову службу) КК РРФСР до 6 років позбавлення волі. Звільнений від покарання та відправлений на фронт. Загинув у бою. |
| 42    | Малишев Микола Іванович                                        | 26.11.1911-13.10.1973   | 16 травня 1944      | 6 травня 1952      | Вчинив кримінальний злочин (вбивство або співучасть у вбивстві свого 12-річного сина). 8 вересня 1951 року засуджений Кримським обласним судом до 10 років позбавлення волі. |
| 43    | Медведєв Іван Матвійович                                       | 29.08.1921-1981         | 24 грудня 1943      | 1 липня 1959       | За розтрату коштів 23 квітня 1952 року народним судом Свердловського району міста Москви засуджений за ст.4 Указу Президії Верховної Ради СРСР від 4 червня 1947 року «Про кримінальну відповідальність за розкрадання державного та громадського майна» до 15 років позбавлення волі. |
| 44    | Меснянкін (Мяснянкін) Петро Костянтинович                      | 20.09.1919-14.07.1993   | 30 жовтня 1943      | 4 липня 1949       | Здався в полон німцям і співпрацював з ними на території тимчасово окупованої Курської області. Ухвалою Особливої наради при Міністерстві державної безпеки СРСР від 21 серпня 1948 року визнаний винним у зраді Батьківщині та засуджений до 10 років позбавлення волі. |
| 45    | Мироненко Іван Пилипович                                       | 1925-?                  | 13 вересня 1944     | 25 січня 1949      | 13 травня 1947 року військовим трибуналом Будапештського гарнізону засуджений за ст. 167 ч. 3 КК РРФСР (озброєний розбій) до 10 років позбавлення волі. |
| 46    | Морозов Олександр Семенович                                    | 1926-29.07.1991         | 31 травня 1945      | 19 серпня 1950     | Військовим трибуналом Архангельського військового округу засуджений за статтями 193-5 п.а (образа насильницькою дією підлеглим начальника), 193-3 (спротив особі, яка виконує покладені на неї обов'язки з військової служби), 193-7 (самовільне відлучення) та 74 (хуліганські дії) КК РРФСР за сукупністю статей до 6 років позбавлення волі. Згодом був неодноразово засуджений. |
| 47    | Моцний Анатолій Андрійович                                     | 25.09.1922-01.02.1960   | 10 квітня 1945      | 1 липня 1959       | 7 червня 1952 року засуджений за ст. 80 КК Білоруської РСР (бандитизм) із застосуванням ст.2 Указу від 26 травня 1947 року «Про відміну смертної кари» до 25 років позбавлення волі. Пізніше ухвалою Верховного Суду Білоруської РСР статтю було перекваліфіковано на ст.214 (навмисне вбивство) і термін покарання знижено до 10 років. |
| 48    | Осипенко Михайло Степанович                                    | 25.05.1923-31.03.1996   | 15 травня 1946      | 10 грудня 1965     | Засуджений у травні 1965 року до 12 років позбавлення волі за скоєння вбивства. |
| 49    | Панферов Сергій Іванович                                       | 1922-?                  | 15 січня 1944       | 23 жовтня 1947     | Вчинив кримінальний злочин. Засуджений. |
| 50    | Пасюков Володимир Олексійович                                  | 03.10.1925-18.06.1967   | 17 листопада 1943   | 11 березня 1949    | 18 серпня 1947 року військовим трибуналом Ростовського гарнізону засуджений за ст. 193-2 (невиконання наказу), ст. 193-7 (самовільна відлучка), ст. 193 п.а (образа насильницькою дією підлеглим начальника) та ст. 74 ч.2 (хуліганство) КК РРФСР за сукупністю статей до 7 років позбавлення волі. |
| 51    | Пілосян Єген (Гегам) Акопович                                  | 13.11.1914-.01.1991     | 28 квітня 1945      | 2 лютого 1949      | 18 липня 1946 року військовим трибуналом Будапештського гарнізону засуджений за ст. 162 (крадіжка), ст. 193-7 (самовільна відлучка), ст. 193-17 (зловживання владою) та ст. 174 (вимагання) КК РРФСР до 4 років позбавлення волі. Надалі був засуджений ще чотири рази |
| 52    | Полоз Петро Варнавович                                         | 01.02.1915-03.05.1963   | 10 лютого 1942      | 19 липня 1963      | 7 грудня 1962 року засуджений Київським обласним судом за ст. 93 п. Г КК УРСР (навмисне вбивство) до вищої міри покарання (страти). Розстріляний у травні 1963 року. |
| 53    | Постолюк (Постелюк) Олександр Павлович                         | 20.10.1920-26.10.1982   | 30 жовтня 1943      | 7 лютого 1951      | Вчинив кримінальний злочин (розкрадання державного майна), засуджений. Потім був засуджений ще тричі |
| 54    | Рихлін Микола Владиславович                                    | 17.05.1917-.03.1989     | 24 травня 1943      | 9 серпня 1977      | У 1950 році засуджений за розкрадання державного майна до 15 років позбавлення волі. 18 січня 1977 року Заводським народним судом міста Грозного засуджений за ч. 2 ст. 108 КК РРФСР (заподіяння тяжких тілесних ушкоджень, що спричинили смерть потерпілого) до 12 років позбавлення волі. |
| 55    | Саломахін (Соломахін) Микола Феоктистович                      | 16.12.1921-16.12.1985   | 17 листопада 1943   | 23 жовтня 1947     | 29 травня 1944 року за скоєння вбивства засуджений військовим трибуналом 8-ї окремої запасної стрілецької бригади за статтями 206-7 п «а», 69 ч. 2, 70 ч. 3 та 10 КК УРСР до 10 років позбавлення волі. У березні 1945 року був звільнений та направлений на фронт рядовим. 12 жовтня 1945 року військовим трибуналом 143-ї стрілецької дивізії засуджений за ст. 153 ч. 2 КК РРФСР (зґвалтування) до 6 років позбавлення волі. |
| 56    | Северилов Микола Семенович                                     | 05.01.1923-30.08.1988   | 29 червня 1945      | 19 липня 1963      | У 1963 році був засуджений за ст. 119 КК РРФСР (статеві зносини з особою, яка не досягла статевої зрілості). |
| 57    | Сєров Іван Олександрович                                       | 25.08.1905-01.07.1990   | 29 травня 1945      | 12 березня 1963    | У справі Олега Пеньковського, без обвинувального висновку та судового рішення, з формулюванням «…за притуплення політичної пильності та негідні вчинки…». |
| 58    | Сидоренко Єгор Єгорович                                        | 26.06.1920-21.01.2004   | 13 вересня 1944     | 5 липня 1951       | У 1942—1943 роках, перебуваючи на окупованій території, служив у німців в озброєній охороні. |
| 59    | Синьков Анатолій Іванович                                      | 23.04.1915-21.06.1981   | 13 квітня 1944      | 26 жовтня 1948     | 14 листопада 1945 року у стані алкогольного сп'яніння здійснив два тяжких злочини поспіль: зґвалтування в присутності батьків під силою зброї 19-річної корейської дівчини та пограбування квартири корейського громадянина. 27 грудня 1945 р. засуджений військовим трибуналом 9-ї повітряної армії за ст. 153 ч. 1 (зґвалтування), ст. 154 (спонукання жінки до вступу в статевий зв'язок) та 193-28 (грабіж) КК РРФСР до 7 років позбавлення волі. Вдруге засуджений 16 травня 1957 р. народним судом 1-ї дільниці Первомайського району Москви за ст. 2 Указу від 4 червня 1947 р. та ст. 109 КК РРФСР (за присвоєння державних коштів та зловживання службовим становищем) до 10 років позбавлення волі. |
| 60    | Скидін Микола Олексійович                                      | 03.05.1919-31.03.1999   | 31 травня 1945      | 1 серпня 1950      | З 1947 року у складі злочинної групи скоїв низку пограбувань. Засуджений до 25 років позбавлення волі. |
| 61    | Станєв Анатолій Григорович                                     | 1921-1953               | 13 вересня 1944     | 25 листопада 1948  | Вчинив кримінальний злочин. Засуджений. |
| 62    | Тяхе Едуард Юганович (Романович)                               | 29.03.1922-18.07.2004   | 24 березня 1945     | 2 січня 1952       | 31 грудня 1950 року скоїв вбивство дружини на ґрунті ревнощів. 13 квітня 1951 року засуджений до 11 років позбавлення волі. |
| 63    | Чеботков Михайло Андрійович                                    | 1925-?                  | 20 грудня 1943      | 26 червня 1952     | 8 січня 1947 року засуджений Народним судом Колушкинського району Ростовської області за ст. 153 ч. 1 («зґвалтування») та ст. 139 («вбивство з необережності») КК РРФСР до 3 років позбавлення волі. |
| 64    | Чорногорюк Едін Володимирович (Шнекенбургер Едуард Густавович) | 10.09.1924-14.05.1995   | 17 листопада 1943   | 14 вересня 1949    | З жовтня 1941 до березня 1943 перебував на окупованій території. У серпні 1946 року заарештований. 6 грудня 1947 року Постановою Особливої наради при МДБ СРСР засуджений за ст.58-1а КК РРФСР (зрада Батьківщині) до 10 років позбавлення волі. |
| 65    | Чорногубов Олексій Олександрович                               | 14.08.1924-14.09.1999   | 10 січня 1944       | 3 вересня 1968     | У 1967 році засуджений за ст. 103 КК РРФСР (навмисне вбивство без обтяжуючих обставин) до 7 років позбавлення волі. |
| 66    | Чижиков Петро Васильович                                       | 06.09.1921-?            | 16 травня 1944      | 13 вересня 1957    | У грудні 1948 року Краснодарським крайовим судом засуджений за ст. 2 Указу Президії Верховної Ради СРСР від 4 червня 1947 р. «Про кримінальну відповідальність за розкрадання державного та громадського майна» та за ст. 169 ч.1 КК РРФСР (шахрайство) до 20 років позбавлення волі. Надалі був засуджений у 1957 році до 6 років за розкрадання державного майна та у 1961 році до 5 років за крадіжку особистого майна. |
| 67    | Чирков Григорій Григорович                                     | 31.01.1920-18.02.1973   | 13 вересня 1944     | 5 березня 1954     | 20 серпня 1953 року Вольським міським судом засуджений за пунктом «а» статті 136 КК РРФСР (навмисне вбивство, скоєне з користі, ревнощів (якщо вона не підходить під ознаки ст.138) та інших низовинних спонукань), до 10 років позбавлення свободи. |
| 68    | Шаповалов Олександр Семенович                                  | 1924-?                  | 10 січня 1944       | 31 грудня 1948     | 16 жовтня 1946 року судом 22-ї механізованої дивізії засуджений за ст. 167 ч.3 (озброєний розбій), ст. 74 ч.2 (хуліганство), та ст. 143 ч.1 (легке тілесне ушкодження) КК РРФСР до 7 років позбавлення волі. |
| 69    | Шилков Олександр Анфимович                                     | 27.12.1915-09.04.1972   | 22 липня 1944       | 19 січня 1961      | 10 вересня 1960 року військовим трибуналом Чорноморського флоту засуджений за зґвалтування до 10 років позбавлення волі |
| 70    | Штода Дмитро Макарович                                         | 01.05.1919-21.06.2001   | 24 березня 1945     | 3 березня 1950     | 15 вересня 1945 року військовим трибуналом Проскурівського гарнізону засуджений за ст.70 ч. 3 КК Української РСР до 10 років позбавлення волі. |
| 71    | Юсупов Володимир Савелійович                                   | 1925-?                  | 19 березня 1944     | 17 листопада 1948  | У грудні 1945 року військовим трибуналом Бухарестського гарнізону засуджений за ст.136 п. а КК РРФСР (вбивство з ревнощів). |
| 72    | Яшин Василь Андрійович                                         | 1921-1973               | 17 жовтня 1943      | 30 жовтня 1950     | У вересні 1949 року засуджений судовою дільницею Кунцевського району м. Москви до 17 років позбавлення волі, за ст. 2 ч. 2 Указу ПВР СРСР від 04.06.47 року «Про посилення охорони особистої власності громадян» за розбій, поєднаний з насильством, небезпечним для життя і здоров'я потерпілого, або з погрозою смертю, або тяжким тілесним ушкодженням, а так само вчинений шайкою або повторно. |

## Список осіб, щодо яких Указ про присвоєння звання Героя Радянського Союзу скасовано
| № п/п | Прізвище, ім'я, по батькові                             | Дати життя            | Дата Указу (присвоєння) | Дата Указу (скасування) | Примітка                            | Причина скасування нагородження |
| ----- | ------------------------------------------------------- | --------------------- | ----------------------- | ----------------------- | ----------------------------------- | --- |
| 1     | Балеста Федір Захарович                                 | 1916-22.11.1944       | 22 лютого 1943          | 5 листопада 1962        | Медаль «Золота Зірка» не вручалася  | Нагороджений посмертно, пізніше з'ясувалося, що вижив і потрапив у полон. |
| 2     | Бобильов Володимир Сергійович                           | 1926-?                | 24 березня 1945         | 5 листопада 1969        | Медаль «Золота Зірка» не вручалась? | Нагороджений посмертно, пізніше з'ясувалося, що вижив і потрапив у полон. |
| 3     | Вершинін Георгій Павлович                               | 30.01.1922-01.01.1966 | 31 березня 1943         | 30 грудня 1945          | Медаль «Золота Зірка» не вручалася  | Нагороджений посмертно, пізніше з'ясувалося, що добровільно здався в полон і служив у німецькій армії. Засуджений 6 липня 1945 року військовим трибуналом військ НКВС Мурманської області за статтею 58-1б (зрада Батьківщині) КК РРФСР до 10 років позбавлення волі. |
| 4     | Карабаєв Тишебай (Тишенбай)                             | 1920-?                | 24 березня 1945         | 28 червня 1952          | Медаль «Золота Зірка» не вручалася  | Нагороджений посмертно, пізніше з'ясувалося, що здався в полон. Служив у Туркестанському легіоні СС. |
| 5     | Кравченко Антон Дмитрович                               | 1916-28.10.1943       | 26 жовтня 1943          | 18 вересня 1957         | Медаль «Золота Зірка» не вручалася  | Не встановлено. |
| 6     | Лашко Олексій Степанович                                | 23.04.1918-16.06.1992 | 15 травня 1946          | 22 липня 1950           | Медаль «Золота Зірка» не вручалася  | У 1942—1943 роках служив у поліції на окупованій німцями території. Незважаючи на те, що подвиг було здійснено після цього, місцеві партійні органи порушили клопотання про відміну присвоєння звання.                                                                |
| 7     | Мишустін Семен Костянтинович                            | 1904-?                | 23 жовтня 1943          | 12 листопада 1959       | Медаль «Золота Зірка» не вручалася  | У форсуванні Дніпра участі не брав. |
| 8     | Наумкін Іван Васильович                                 | 26.09.1912-23.11.1980 | 23 жовтня 1943          | 11 вересня 1944         | Медаль «Золота Зірка» №2256         | На підставі Указу №1070 від 20 червня 1944 р. по військах 1-го Українського фронту. Медаль «Золота Зірка» та орден Леніна були вилучені та повернуті до Президії Верховної Ради СРСР.                                                                                 |
| 9     | Пулатов Камал                                           | 1918-?                | 21 квітня 1943          | 14 жовтня 1947          | Медаль «Золота Зірка» не вручалася  | Нагороджений посмертно, пізніше з'ясувалося, що вижив і потрапив у полон. |
| 10    | Пургін Валентин Петрович (Голубенко Володимир Петрович) | 1914-05.11.1940       | 21 квітня 1940          | 20 липня 1940           | Медаль «Золота Зірка» не вручалася  | Був аферистом; звання Героя СРСР та інші нагороди отримав шахрайським шляхом (підробка документів). Був засуджений та розстріляний. |
| 11    | Сокол Григорій Омелянович                               | 24.03.1924-03.09.1999 | 10 січня 1944           | 14 жовтня 1947          | Медаль «Золота Зірка» №6685         | Нагороджений посмертно, пізніше з'ясувалося, що потрапив у полон. |
| 12    | Сокол Омелян Лукич                                      | 30.07.1904-22.11.1983 | 10 січня 1944           | 14 жовтня 1947          | Медаль «Золота Зірка» №8155         | Нагороджений посмертно, пізніше з'ясувалося, що потрапив у полон. |
| 13    | Токарєв Микола Данилович                                | 19.12.1915-24.07.1978 | 23 жовтня 1943          | 11 вересня 1944         | Медаль «Золота Зірка» №2544         | На підставі Указу №1070 від 20 червня 1944 р. по військах 1-го Українського фронту. Медаль «Золота Зірка» та орден Леніна були вилучені та повернуті до Президії Верховної Ради СРСР.                                                                                 |

## Список осіб, позбавлених, але згодом відновлених у званні Героя Радянського Союзу
| № п/п | Прізвище, ім'я, по батькові     | Дати життя            | Дата Указу (присв.)              | Дата Указу (позб.) | Дата Указу (відновл.) | Причины |
| ----- | ------------------------------- | --------------------- | -------------------------------- | ------------------ | --------------------- | --- |
| 1     | Агієнко Віктор Трохимович       | 07.01.1920-11.09.1997 | 20 грудня 1943                   | 11 січня 1949      | 31 травня 1976        | 9 квітня 1946 року Військовим трибуналом Полтавського гарнізону засуджений до 5 років позбавлення волі за хуліганство. (Разом із ГРС Мозговим І. О.) |
| 2     | Александров Микола Тимофійович  | 09.12.1925-22.07.2001 | 10 квітня 1945                   | 4 листопада 1949   | 1 листопада 1994      | Засуджений військовим трибуналом до 15 років позбавлення волі за розкрадання трофейної зброї зі складу. |
| 3     | Андрусенко Валентин Кузьмич     | 08.03.1919-22.03.1979 | 6 березня 1945                   | 31 грудня 1948     | 7 квітня 1971         | Причини позбавлення звання невідомі. |
| 4     | Антонов Микола Григорович       | 21.05.1924-16.01.2007 | 27 червня 1945                   | 11 лютого 1949     | 30 грудня 1967        | 17 грудня 1946 року засуджений військовим трибуналом 3-й гвардійської танкової дивізії за ст. 167 ч.3 (розбій) та ст. 193-17 п. "а" КК РРФСР (мародерство) до 8 років позбавлення волі. |
| 5     | Афанасьєв Никифор Самсонович    | 28.06.1910-06.12.1980 | 3 червня 1944                    | 28 березня 1950    | 18 грудня 1970        | Указом Верховної Ради СРСР від 28.03.1950 позбавлений звання Героя Радянського Союзу за розтрату колгоспних грошей |
| 6     | Бакланов Леонід Володимирович   | 13.03.1924-12.06.2001 | 23 вересня 1944                  | 12 серпня 1950     | 10 грудня 1990        | 13 вересня 1949 року Дніпропетровським обласним судом засуджений за ст. 2 Указу Президії ЗС СРСР від 4 червня 1947 року, за ст. 56-17 КК УРСР (бандитизм), за ст. 70 ч. 2 того ж КК (злісне хуліганство) до 20 років позбавлення волі з поразкою прав на 5 років. |
| 7     | Блінов Олексій Павлович         | 18.03.1918-08.01.1982 | 23 лютого 1948                   | 25 травня 1956     | 30 січня 1974         | 29 жовтня 1955 року військовим трибуналом Московського округу ППО засуджений до 7 років позбавлення волі за зґвалтування. |
| 8     | Брайко Петро Овсійович          | 09.09.1919-07.04.2018 | 7 серпня 1944                    | 4 травня 1951      | 2 січня 1954          | Заарештований 18 вересня 1948 року. 25 травня 1949 року засуджений Особливою нарадою при МДБ СРСР за ст. 58-10, ч. I (шпигунство) КК РРФСР до 10 років позбавлення волі. Реабілітований 24 жовтня 1953 року. |
| 9     | Буршик Йосип                    | 11.09.1911-30.06.2002 | 21 грудня 1943                   | 1969               | 6 травня 1992         | 11 листопада 1949 року заарештований за звинуваченням в антикомуністичній пропаганді. Засуджений 7 березня 1950 до 10 років розбавлення волі «за зраду Батьківщині». Реабілітований у 1990 році. |
| 10    | Васильєв Михайло Павлович       | 02.10.1922-23.03.1998 | 31 травня 1945                   | 23 серпня 1948     | 4 вересня 1972        | 8 січня 1948 року засуджений військовим трибуналом до 8 років позбавлення волі з позбавленням військового звання. |
| 11    | Герасимов Пилип Пилипович       | 19.12.1921-04.11.1991 | 14 червня 1942                   | 4 листопада 1948   | 30 вересня 1965       | 4 квітня 1946 року Військовим трибуналом ВПС Північно-Балтійського флоту засуджений за ст. 193-5 КК РРФСР (образа підлеглим начальника) до 5 років позбавлення волі. |
| 12    | Гордов Василь Миколайович       | 12.12.1896-24.08.1950 | 6 квітня 1945                    | 29 травня 1951     | 5 липня 1960          | Заарештований 12 січня 1947 року. Засуджений до розстрілу за вироком Військової колегії Верховного Суду СРСР від 24 серпня 1950 року за статтями 58-11 (створення контрреволюційної організації), 58-1б (замах на зраду Батьківщині), 58-8 (замах на терористичний акт щодо керівників СРСР). Реабілітований 11 квітня 1956 року. |
| 13    | Грабський Михайло Ісаакович     | 03.04.1923-03.08.2007 | 10 січня 1944                    | 14 квітня 1983     | 2 грудня 1995         | У 1982 році емігрував на постійне місце проживання до США. Керівництво країни розцінило від'їзд М. Грабського як зраду Батьківщини. |
| 14    | Давидович Микола Петрович       | 15.08.1919-06.05.1993 | 29 жовтня 1943                   | 23 листопада 1953  | 2 грудня 1979         | Причини позбавлення звання невідомі. |
| 15    | Дачієв Хансултан Чапайович      | 12.12.1922-00.05.2001 | 15 січня 1944                    | 24 травня 1955     | 21 серпня 1985        | У 1952 році написав Лаврентію Берії лист із проханням реабілітувати чеченський народ, після чого був заарештований і звинувачений у розтраті. Засуджений до 20 років, згодом помилований. |
| 16    | Дорофєєв Олександр Петрович     | 25.08.1895-25.02.1971 | 19 березня 1944                  | 3 вересня 1952     | 23 травня 1955        | Заарештований 19 січня 1948 року. Засуджений 27 березня 1952 до тривалого терміну позбавлення волі. 4 вересня 1954 року був звільнений. Постановою Пленуму Верховного Суду СРСР від 8 квітня 1955 року кримінальну справу щодо нього було припинено, а сам він повністю реабілітований. |
| 17    | Євтушенко Никифор Тимофійович   | 07.02.1917-05.09.2002 | 19 вересня 1944                  | 25 листопада 1957  | 23 січня 1969         | Заарештований та звільнений з лав органів внутрішніх справ за дискредитуючими обставинами. |
| 18    | Єфимов Петро Іванович           | 25.06.1920-22.09.1974 | 27 червня 1945                   | 26 червня 1952     | 12 квітня 1967        | Позбавлений звання з формулюванням за «здійснення вчинків, які не відповідають високому званню Героя». |
| 19    | Іванов Іван Іванович            | 28.01.1897-08.07.1968 | 30 жовтня 1943                   | 2 жовтня 1952      | 14 серпня 1953        | 2 жовтня 1952 року засуджений Військовою Колегією Верховного суду СРСР за статтею 58-10 ч.1 КК РРФСР (антирадянська агітація та пропаганда) до 10 років позбавлення волі. Реабілітований. |
| 20    | Іванов Олександр Іванович       | 09.03.1923-05.09.1989 | 23 лютого 1945                   | 17 листопада 1964  | 19 січня 1979         | Причини позбавлення звання невідомі. |
| 21    | Ільченко Віктор Лук'янович      | 20.09.1922-14.11.1949 | 29 червня 1945                   | 5 липня 1948       | 1961                  | 21 січня 1946 року військовим трибуналом 1-ї повітряної армії засуджений за хуліганство та завдання тяжких тілесних ушкоджень до 4 років позбавлення волі. Помер у в'язниці. Реабілітований посмертно. |
| 22    | Кондратьєв Іван Петрович        | 15.12.1922-09.07.1996 | 24 квітня 1944                   | 6 квітня 1963      | 20 березня 1984       | Працював постачальником. Навесні 1963 року засуджений до 3 років колонії загального режиму за виявлену нестачу. |
| 23    | Коптилов Григорій Олександрович | 20.09.1917-16.03.2000 | 13 листопада 1943                | 28 серпня 1950     | 23 вересня 1965       | Засуджений за антирадянську агітацію. |
| 24    | Косса Михайло Ілліч             | 20.10.1921-20.04.1950 | 15 травня 1946                   | 7 лютого 1951      | 1 червня 1966         | 26 вересня 1949 року звинувачений у зраді Батьківщині. Військова колегія Верховного Суду СРСР 20 квітня 1950 року засудила колишнього майора Михайла Коссу до найвищої міри покарання (страти). Вирок оскарженню не підлягав і був виконаний того ж дня. Реабілітований посмертно. |
| 25    | Крюков Володимир Вікторович     | 15.07.1897-16.08.1959 | 6 квітня 1945                    | 29 лютого 1952     | 14 серпня 1953        | Заарештований 18 вересня 1948 року. 2 листопада 1951 року засуджений Військовою колегією Верховного суду СРСР за ст. 58-10 ч. 1 КК РРФСР (антирадянська агітація та пропаганда) та Закону від 7 серпня 1932 року до 25 років позбавлення волі. Реабілітований у липні 1953 року. |
| 26    | Кудряшов Микола Петрович        | 07.04.1922-23.03.1973 | 10 січня 1944                    | 2 січня 1953       | 24 жовтня 2013        | У 1952 році був засуджений за хуліганські дії, умисне заподіяння легкого тілесного ушкодження та незаконне зберігання вогнепальної зброї. У званні Героя відновлений посмертно. |
| 27    | Кулик Григорій Іванович         | 09.11.1890-24.08.1950 | 21 березня 1940                  | 19 лютого 1942     | 28 вересня 1957       | 16 лютого 1942 року Спеціальною присутністю Верховного Суду СРСР Маршал Радянського Союзу Григорій Кулик був визнаний винним за статтею 193-21 п. «б» Кримінального Кодексу РРФСР у військовому посадовому злочині, а саме, що він у листопаді будучи уповноваженим Ставки Верховного Головнокомандування на Керченському напрямку, попри наказ Ставки, віддав військам розпорядження про залишення міста Керчі. У повоєнний час заарештований 11 січня 1947 року. Засуджений до розстрілу за вироком Військової колегії Верховного Суду СРСР від 24 серпня 1950 року за статтями 58-11 (створення контрреволюційної організації), 58-1б (замах на зраду Батьківщині), 58-8 (замах на терористичний акт щодо керівників СРСР). Реабілітований посмертно 11 квітня 1956 року. |
| 28    | Куніжев Замахшярі Османович     | 05.12.1916-08.04.1992 | 11 квітня 1940                   | 8 березня 1950     | 2 серпня 1972         | У 1944 році заарештований за звинуваченням у зраді Батьківщині (за перебування на окупованій території). 23 серпня 1944 року засуджений до 10 років позбавлення волі. Реабілітований 29 листопада 1971 року. |
| 29    | Лазаренко Василь Григорович     | 20.09.1920-21.04.1975 | 25 жовтня 1943                   | 6 березня 1953     | 21 вересня 1966       | Причини позбавлення звання невідомі. |
| 30    | Лебедєв Костянтин Костянтинович | 29.07.1914-26.02.1985 | 1 листопада 1943                 | 7 лютого 1951      | 22 серпня 1955        | У жовтні 1947 року заарештований. У грудні 1948 року засуджений Військовим трибуналом Прикарпатського військового округу за ст. 29 КК УРСР (розкрадання коштів) до 10 років позбавлення волі. |
| 31    | Лепьохін Гаврило Васильович     | 25.03.1917-02.05.1990 | 31 грудня 1942                   | 30 квітня 1947     | 22 січня 1957         | У 1946 році засуджений до 10 років позбавлення волі за «перебування в полоні та видачу ворогові військової таємниці». Реабілітований у 1956 році. |
| 32    | Максимов Георгій Іванович       | 27.08.1918-11.08.1980 | 3 червня 1944                    | 17 листопада 1964  | ?                     | Причини позбавлення звання невідомі. |
| 33    | Маргуліс Давид Львович          | 23.03.1914-15.11.1993 | 15 січня 1940                    | 28 грудня 1950     | після 1955            | Заарештований у вересні 1949 року. 25 лютого 1950 року Особливою нарадою при МДБ СРСР засуджений за ст. 58-10 ч.1 КК РРФСР (антирадянська агітація та пропаганда) до 8 років позбавлення волі. Реабілітований. |
| 34    | Мері Арнольд Костянтинович      | 01.07.1919-23.03.2009 | 15 серпня 1941                   | 5 серпня 1952      | 1956                  | Наприкінці 1951 року виключений із рядів ВКП(б) та відрахований із Вищої партійної школи при ЦК ВКП(б). Засуджений не був. Реабілітований у 1956 році. |
| 35    | Меркушев Василь Опанасович      | 25.04.1910-20.08.1974 | 2 вересня 1943                   | 9 травня 1950      | 4 травня 1955         | Заарештований 22 лютого 1949 року. 3 вересня 1949 року Особливою нарадою при МДБ СРСР засуджений за ст.58-1 п. «б» (контрреволюційна діяльність) КК РРФСР до 10 років позбавлення волі. 31 травня 1954 року справу припинено. Реабілітований посмертно 23 жовтня 2002 року. |
| 36    | Мозговий Іван Остапович         | 14.10.1923-27.11.2004 | 24 березня 1945                  | 11 січня 1949      | 1956                  | 9 квітня 1946 року Військовим трибуналом Полтавського гарнізону засуджений до 5 років позбавлення волі за хуліганство. (Разом з ГРС Агієнком В. Т.) |
| 37    | Морозов Володимир Денисович     | 30.08.1918-31.10.1988 | 31 травня 1945                   | 1948               | 26 березня 1954       | Заарештований 31 грудня 1947 року. 8 квітня 1948 року Особливою нарадою при МДБ СРСР засуджений за ст. 58-10 ч.1 КК РРФСР (антирадянська агітація та пропаганда) до 8 років позбавлення волі. Реабілітований 3 лютого 1954 року. |
| 38    | Нестеренко Павло Антонович      | 15.07.1912-06.05.1981 | 31 травня 1945                   | 9 травня 1950      | 21 січня 1969         | У серпні 1949 року засуджений за вбивство до 6 років позбавлення волі. |
| 39    | Новиков Олександр Олександрович | 19.11.1900-03.12.1976 | 17 квітня 1945 8 вересня 1945    | 20 травня 1946     | 13 червня 1953        | 11 травня 1946 року Військовою колегією Верховного суду СРСР засуджений до 5 років позбавлення волі за статтею 193-17 п. «а» КК РРФСР. Звільнений 12 лютого 1952 року. 12 червня 1953 року реабілітований. |
| 40    | Павлов Дмитро Григорович        | 04.11.1897-22.07.1941 | 21 червня 1937                   | 21 березня 1947    | 25 листопада 1965     | 22 липня 1941 року Військовою колегією Верховного суду СРСР засуджений за ст. 193-17 п.б (халатність) та ст. 193-20 п.б (невиконання посадових обов'язків) КК РРФСР до розстрілу. Реабілітований 31 липня 1957 року. |
| 41    | Примакін Іван Васильович        | 08.11.1923-08.11.1982 | 29 червня 1945                   | 2 лютого 1949      | 3 січня 1962          | У 1947 році Військовим трибуналом Вологодського гарнізону засуджений за ст. 116 ч. 2 (розтрата), ст. 193-7 (самовільна відлучка) КК РРФСР та ст.1 ч.2 Указу Президії Верховної Ради СРСР від 4 червня 1947 року «Про посилення охорони особистої власності громадян» до 7 років позбавлення волі. |
| 42    | Проскуров Іван Йосипович        | 18.02.1907-28.10.1941 | 21 червня 1937                   | 21 березня 1947    | 17 січня 1956         | Заарештований 27 червня 1941 року. Розстріляний без суду, на підставі письмового розпорядження Народного комісара внутрішніх справ СРСР Л. П. Берії 28 жовтня 1941 року. Реабілітований посмертно 15 травня 1954 року. |
| 43    | Птухін Євген Савич              | 03.03.1902-23.02.1942 | 21 березня 1940                  | 15 травня 1943     | 22 травня 1965        | Заарештований 27 червня 1941 року. 13 лютого 1942 року засуджений Особливою нарадою при наркомі внутрішніх справ СРСР. Розстріляний 23 лютого 1942 року. Посмертно реабілітований 6 жовтня 1954 року. |
| 44    | Пумпур Петро Іванович           | 25.04.1900-23.02.1942 | 4 липня 1937                     | 9 червня 1941      | 17 листопада 1965     | Заарештований 31 травня 1941 року. 13 лютого 1942 року засуджений Особливою нарадою при наркомі внутрішніх справ СРСР. Розстріляний 23 лютого 1942 року. Посмертно реабілітований 25 червня 1955 року. |
| 45    | Ричагов Павло Васильович        | 02.01.1911-28.10.1941 | 31 грудня 1936                   | 21 березня 1947    | 22 квітня 1969        | Заарештований 24 червня 1941 року. Розстріляний без суду, на підставі письмового розпорядження Народного комісара внутрішніх справ СРСР Л. П. Берії 28 жовтня 1941 року. Посмертно реабілітований 23 липня 1954 року. |
| 46    | Сисоєв Михайло Андрійович       | 25.06.1922-21.05.2006 | 20 квітня 1945                   | 21 серпня 1951     | 27 червня 1975        | Заарештований 25 січня 1950 року. 3 березня 1950 року засуджений Особливою нарадою при МДБ СРСР за ст.58-1 п.б (зрада Батьківщині) та ст.58-10 ч.1 (шпигунство) КК РРФСР до 15 років позбавлення волі. Реабілітований 17 квітня 1975 року. |
| 47    | Смушкевич Яків Володимирович    | 14.04.1902-28.10.1941 | 21 червня 1937 17 листопада 1939 | 21 березня 1947    | 15 березня 1957       | Заарештований 8 червня 1941 року. Розстріляний без суду, на підставі письмового розпорядження Народного комісара внутрішніх справ СРСР Л. П. Берії 28 жовтня 1941 року. Посмертно реабілітований 25 грудня 1954 року. |
| 48    | Тітков Іван Пилипович           | 27.08.1912-23.0.1982  | 1 січня 1944                     | 23 січня 1957      | 3 вересня 1965        | Позбавлений звання за незгоду у зв'язку з введенням радянських військ до Угорщини. |
| 49    | Ткачов Макар Лукич              | 04.10.1909-07.11.1943 | 21 березня 1940                  | 25 січня 1949      | 5 лютого 1960         | Розстріляний партизанами як зрадник, реабілітований посмертно. |
| 50    | Фролов Андрій Дмитрович         | 24.08.1917-07.05.1984 | 24 березня 1945                  | 25 листопада 1948  | 31 серпня 1976        | Причини позбавлення звання невідомі. |
| 51    | Хасаншин Мансур Рахіпович       | 12.12.1923-13.04.1975 | 3 червня 1944                    | 31 жовтня 1950     | 2 січня 1959          | У січні 1950 року засуджений Лінійним судом Ярославської залізниці за ст. 59-8 ч. 3 (підробка квитків залізничного та водного транспорту) та ст. 192-а (порушення обов'язкових постанов місцевих органів влади) КК РРФСР до 3 років позбавлення волі. |
| 52    | Холстов Олексій Андрійович      | 04.03.1922-04.06.1989 | 10 квітня 1945                   | 31 серпня 1957     | 30 грудня 1967        | Засуджений до 3 років позбавлення волі за виявлену недбалість, що спричинила загибель 3 осіб. |
| 53    | Хусанов Зіямат Усманович        | 09.05.1921-18.01.1986 | 22 лютого 1944                   | 28 червня 1952     | 13 лютого 1968        | Після перебування у полоні засуджений за державну зраду, реабілітований. |
| 54    | Чернець Іван Арсентійович       | 19.01.1920-14.05.1999 | 23 лютого 1945                   | 4 липня 1947       | 30 грудня 1967        | 28 травня 1945 року трибуналом Приволзького військового округу засуджений до 5 років позбавлення волі за скоєння зґвалтування. |
| 55    | Шагієв Абдулла Файзурахманович  | 23.02.1907-04.05.1993 | 15 січня 1944                    | 2 січня 1959       | 3 квітня 1992         | 21 серпня 1956 року Чарджоуським обласним судом на підставі ст.2 Указу Президії Верховної Ради РСР від 4 червня 1947 року «Про кримінальну відповідальність за розкрадання державного та громадського майна» засуджений до 12 років позбавлення волі. |
| 56    | Шахт Ернст Генріхович           | 14.04.1904-23.02.1942 | 31 грудня 1936                   | 1943               | 2 квітня 1960         | Заарештований 30 травня 1941 року. 13 лютого 1942 року засуджений Особливою нарадою при наркомі внутрішніх справ СРСР. Розстріляний 23 лютого 1942 року. Посмертно реабілітований 26 листопада 1955 року. |
| 57    | Шебалков Андрій Георгійович     | 30.10.1921-17.06.1980 | 24 березня 1945                  | 1948               | 11 листопада 1957     | 11 квітня 1948 року заарештований, а потім засуджений за «поширення листів антирадянського змісту, в яких зводив наклеп на існуючий в СРСР державний лад, закликав до повалення радянської влади і висловлював терористичні загрози проти партійно-радянського активу». Реабілітований у 1954 році. |
| 58    | Шевченко Володимир Іларіонович  | 25.06.1908-06.01.1972 | 14 березня 1938                  | 25 січня 1949      | 12 травня 1969        | Заарештований 2 лютого 1948 року. 17 травня 1948 року засуджений військовим трибуналом Прибалтійського військового округу згідно із Законом від 7 серпня 1932 року «Про охорону майна державних підприємств, колгоспів та кооперації та зміцнення суспільної (соціалістичної) власності» до 10 років позбавлення волі з поразкою у правах на 5 років та з конфіскацією майна. Реабілітований 26 лютого 1969 року. |
| 59    | Штерн Григорій Михайлович       | 06.08.1900-28.10.1941 | 29 серпня 1939                   | 21 березня 1947    | 2 січня 1959          | Заарештований 7 червня 1941 року. Розстріляний без суду, на підставі письмового розпорядження Народного комісара внутрішніх справ СРСР Л. П. Берії 28 жовтня 1941 року. Посмертно реабілітований 25 серпня 1954 року. |
| 60    | Щиров Сергій Сергійович         | 06.02.1916-07.04.1956 | 13 грудня 1942                   | 26 грудня 1950     | 14 квітня 1989        | 9 квітня 1949 року заарештований за звинуваченням у «спробі запланованої втечі за кордон для подальшої боротьби проти СРСР». 12 листопада 1949 року Особливою нарадою при МДБ СРСР засуджений на 25 років позбавлення волі. Посмертно реабілітований 30 вересня 1988 року. |

## Список осіб, щодо яких Укази було скасовано, але згодом відновлені в званні Радянського Союзу
| № п/п | Прізвище Ім'я По батькові      | Дати життя            | Дата Указу (присв.) | Дата Указу (скасування) | Дата Указу (відн.) | Причини |
| ----- | ------------------------------ | --------------------- | ------------------- | ----------------------- | ------------------ | --- |
| 1     | Кривець Олександр Єлісейович   | 13.09.1919-27.01.1992 | 4 січня 1944        | 28 лютого 1980          | 16 липня 1991      | Указ скасовано у зв'язку з присвоєнням нездійснених подвигів та перебільшенням своїх заслуг під час війни. |
| 2     | Саприкін Володимир Олексійович | 24.08.1916-24.04.1990 | 3 червня 1944       | 25 серпня 1977          | 4 грудня 1991      | Указ скасовано у зв'язку із перебуванням у полоні. Відновлений у званні посмертно.                         |